# Caridina propinqua
Caridina propinqua är en kräftdjursart som beskrevs av De Man 1908. Caridina propinqua ingår i släktet Caridina och familjen Atyidae. Inga underarter finns listade i Catalogue of Life.